# 撒哈拉祕鱂
撒哈拉祕鱂為輻鰭魚綱鯉齒目鯉齒亞目鯉齒鱂科的其中一種，被IUCN列為極危保育類動物，分布於非洲阿爾及利亞淡水流域，體長可達3.2公分，族群因外來種及汙染而受威脅。

## 擴展閱讀
維基物種上的相關：撒哈拉祕鱂